# حسن الجندی
حسن الجندی (عربی: محمد حسن الجندی؛ زادهٔ ۱۹۳۹ – درگذشته ۲۵ فوریه ۲۰۱۷) یک بازیگر اهل مراکش بود.
وی بازیگر فیلم‌هایی همچون رسالت و عمر بوده است.